# Obages flavosticticus
Obages flavosticticus là một loài bọ cánh cứng trong họ Cerambycidae.